# 水色時代 (曲)
「水色時代」（みずいろじだい）は、1996年5月21日に発売されたテレビアニメ『水色時代』の主題歌が収録されたシングル。

## 収録曲
1. 水色時代（歌：米屋純）
作詞・作曲・編曲：尾崎亜美
2. あの頃のように（歌：鈴木真仁）
作詞・作曲：田辺智沙／編曲：岩﨑元是
3. 水色時代（オリジナル・カラオケ）
4. あの頃のように（オリジナル・カラオケ）